# Cieszanów
Cieszanów este un oraș în Polonia.